# Lake Gilles Conservation Park (Australien)
Lake Gilles Conservation Park är en park i Australien.   Den ligger i delstaten South Australia, i den centrala delen av landet, 1 200 km väster om huvudstaden Canberra. Lake Gilles Conservation Park ligger 217 meter över havet.
Omgivningarna runt Lake Gilles Conservation Park är i huvudsak ett öppet busklandskap.